# Lochgelly
Lochgelly (Loch Gheallaidh en gaélique (gd)) est une ville d'Écosse, située dans la région du Fife, à 4 kilomètres au nord-ouest de Cowdenbeath. La ville est située entre le Loch Ore (au nord-est) et le Loch Gelly (en) (qui lui donne son nom, au sud-ouest).

## Toponymie
Le nom de Lochgelly provient du loch adjacent et signifie le loch brillant.

## Histoire
Lochgelly est un ancien village minier qui a très difficilement vécu le déclin de cette industrie, devenant une zone socialement dévastée. Les prix de l'immobilier à Lochgelly sont les plus bas de toute la Grande-Bretagne.
Lochgelly était connu localement comme le Petit Moscou, dû à l'orientation communiste des élus locaux de la ville.

## Sports
La ville a abrité le club de football de Lochgelly, qui a évolué en Scottish Football League de 1914 à 1926.

## Personnalités
- Thomas Lomar Gray, ingénieur, né en 1850
- George Aitken, footballeur, né en 1925
- Joe Temperley, saxophoniste de jazz né à Cowdenbeath en 1929, a grandi à Lochgelly.